# Château d'Awans
Le château d'Awans est un château situé à Awans dans la province belge de Liège. Le château est situé rue du Château 1.

## Historique
Il y avait une ancienne ferme, mais dans la 2e moitié du XIXe siècle, un château est construit par Charles del Marmol, bourgmestre d'Awans de 1861 à 1896.
Le parc du château est accessible par une guérite du XVIIIe siècle, en brique et en pierre calcaire. Dans la cour de droite se dresse une aile de la 2e moitié du XIXe siècle, de style éclectique. Les autres ailes ont été fortement modifiées. En face du portail d'entrée se trouve une pierre de façade avec l'inscription : SAMSON 1707.
Ce bâtiment a servi de centre de communication des forces alliées durant la Seconde Guerre mondiale puis de centre médical pour les ouvriers miniers. En 1985, le château a été transformé en maison de repos et de soins, dirigée par Michel Damoiseaux.
Il ne s'agit pas du château médiéval concerné par la guerre des Awans et des Waroux dont il ne reste aucune trace.

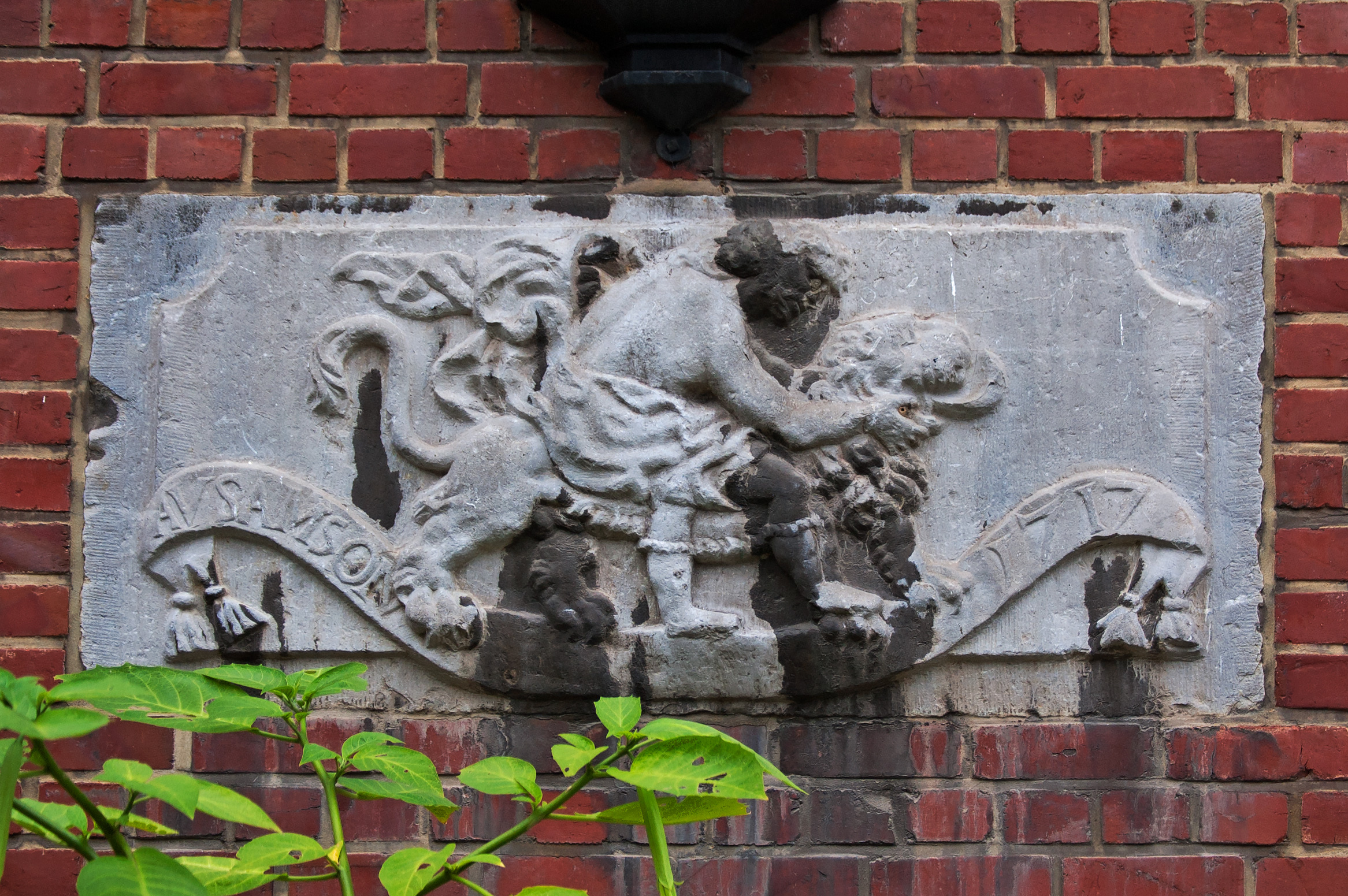
Inscription : SAMSON 1707
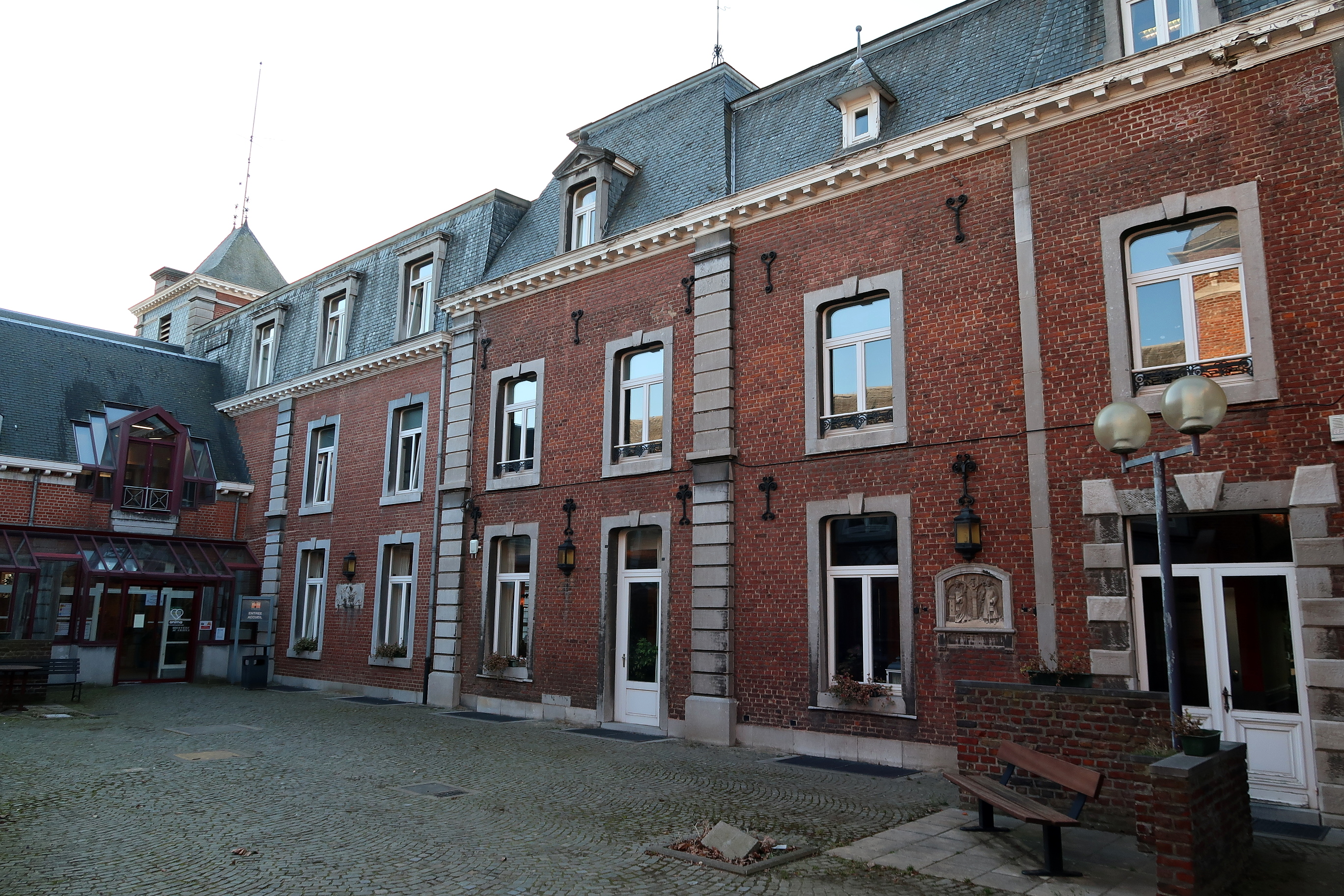
Cour intérieure